# پیکان (خودرو)
پیکان یک خودروی سواری است که از سال ۱۳۴۶ تا ۱۳۸۴ توسط ایران خودرو تولید می‌شد و در واقع فیس‌لیفتی از خودروی هیلمن هانتر است. ایران خودرو (ایران ناسیونال) به تولید پیکان تا سال ۱۳۵۷ ادامه داد. پس از انقلاب ۱۳۵۷، تولید پیکان کاهش یافت تا جایی که در اواخر دهه ۱۳۶۰ به مرز توقف تولید رسید. با این حال با تولید قطعات در داخل کشور، حیات پیکان تا سال ۱۳۸۴ ادامه پیدا کرد و وانت پیکان تا سال ۱۳۹۳ تولید شد و تیراژ این خودرو در زمان توقف تولید به بیش از ۲ میلیون دستگاه رسید. پیکان سدان سری آخر مدل ۱۳۸۲ و ۱۳۸۳ مدل این خودرو شامل سقف پژویی و مدل‌های آخر ۸۳ شامل کیلومتر پژویی بود.

## تاریخچه

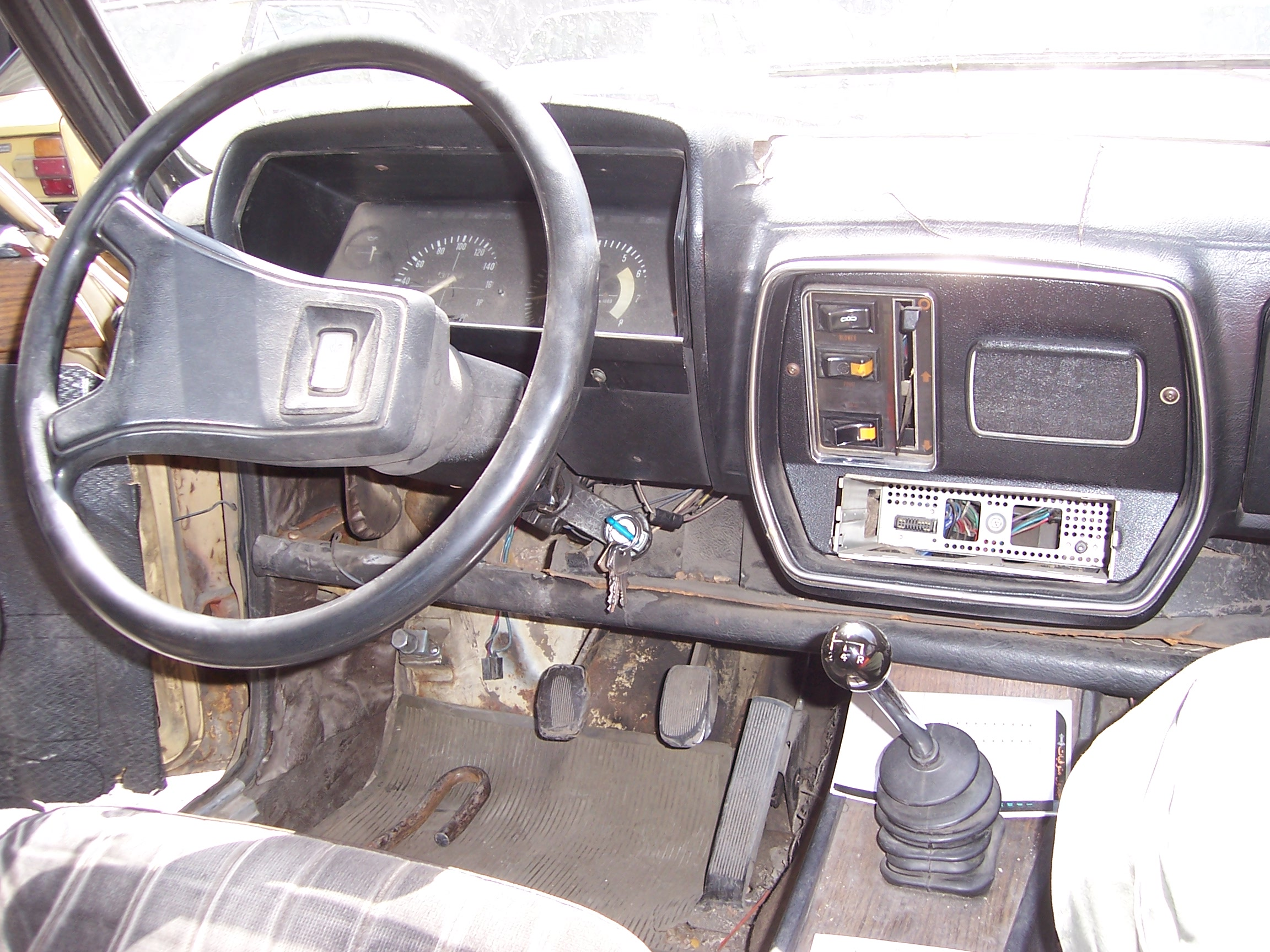
داشبورد پیکان

در اوایل دهه ۱۳۴۰ احمد و محمود خیامی نزد رضا نیازمند رفته گفتند آمدیم پروانه ساخت اتومبیل بگیریم. یک گاراژ در مشهد داریم و هر نوع اتومبیل را تعمیر می‌کنیم. ۲ میلیون تومان سرمایه داریم و برای شروع وام می‌گیریم. چند روز گذشت و نیازمند در روزنامه خواند که شرکت دکاو ورشکسته شده و کارخانه‌اش را می‌فروشد. برادران خیامی را خبر کرد و حدود ۲۰ روز بعد با قرار‌داد آمدند که دکاو را خریده‌اند. نیازمند این قرارداد را رد کرد چون دستگاه‌ها قدیمی بودند. مجددا تولیدکننده‌های خودرو در دنیا را بررسی کرد. برادران خیامی برای مذاکره با فیات رفتند. سه ماه بعد با قرارداد فیات آمدند اما وزارت صنایع آن را نیز رد کرد زیرا موتور فیات از آلومینیوم ساخته شده بود و تشخیص داده بودند برای جاده‌های ایران که کمتر آسفالت بودند مناسب نیست. نیازمند سپس می‌گوید بروید انگلستان به شرکت روتس چون موتورهایی که می‌سازد بهترین موتور دنیاست. یک ماه بعد قرار‌داد آن را امضا کردیم. این درحالیست که کشورهای نیجریه و کنیا و شرکت مصری عرب امریکن ویهکلز یکی دو سال پس از ایران ناسیونال خط تولید پژو ۵۰۴ را از فرانسه گرفتند و تا سالهای آغازین قرن بیست و یکم در حال تولید آن بودند. 
کمپانی روتس نام اَرو (Arrow) را برای این خودرو در نظر گرفته بود و ایران ناسیونال هم معنای Arrow یعنی پیکان را برای این خودرو انتخاب کرد. پیکان در لغت‌نامه دهخدا به معنای فلزی نوک‌دار که بر سر تیر نصب کنند است؛ و مترادف کلماتی مثل تیر و خدنگ هم می‌شود. احمد خیامی شخصاً این نام را برای این خودرو در نظر گرفته بود.
قرارداد مونتاژ پیکان (آخرین مدل هیلمن هانتر؛ (کرایسلر) روتس ارو مدل ۱۹۶۶) در ایران بین شرکت ایران ناسیونال (ایران خودروی کنونی) و گروه صنعتی روتس (Group Rootes) انگلستان، که درحال ورشکستگی بود، بسته شد و تولید این خودرو پس از یک دهه تولید در انگلستان، در ایران شروع شد. طراحی اصلی پیکان کاری از شرکت تالبوت از زیر مجموعه‌های گروه روتس بود. یک سال بعد در سال ۱۳۴۷ شرکت آمریکایی کرایسلر توانست گروه صنعتی روتس را بخرد که تأثیری بر روند تولید پیکان در ایران نداشت و مدل‌های مختلف پیکان در ایران تولید می‌شد. 
در سال ۱۳۵۹ تولید پیکان با ظاهری جدید (معروف به چراغ بنزی) طراحی معروف کرایسلر بود در ایران آغاز شد. روند مونتاژ خودرو در ایران خودرو به همین ترتیب تا سال ۱۳۶۴ ادامه یافت و تا این سال کماکان قطعات اصلی از خارج وارد و شرکت ایران خودرو آن‌ها را مونتاژ می‌کرد، و در کنار آن قسمت‌هایی چون بدنه، رادیاتور، شیشه و کمک فنر عقب و جلو در ایران ساخته می‌شدند. 
در سال ۱۳۶۴ خط تولید پیکان در کرایسلر انگلستان متوقف شد و در شرکت پژو فرانسه ادغام شد و در نتیجه ایران خودرو با کاهش دستگاه انتقال قدرت اصلی مواجه شد و تولید پیکان از سقف بیش از ۷۰ هزار دستگاه در سال ۱۳۶۳ به سه هزار دستگاه در سال ۱۳۶۸ سقوط کرد. در این سال کارخانه پژو موافقت کرد ایران خودرو با به‌کار بردن سامانه تعلیق و موتور پژو ۵۰۴ بر روی بدنه پیکان، به تولید پیکان ادامه دهد که این روند در حدود شش سال دوام آورد. 
پس از آن با ساخت قطعات لازم در ایران، پیکان۱۶۰۰ در شهریورماه ۱۳۷۱ تولید شد و تولید آن تا ۲۵ اردیبهشت سال ۱۳۸۴، در حدود ۱۳ سال، ادامه داشت. همچنین در سال ۱۳۷۲ طرح پرتو تایپی از سوی ایران خودرو برای پیکان معرفی شد ولی هرگز به تولید انبوه نرسید. اما در سال ۱۳۷۳ نوعی پیکان موسوم به سپر جوشن تولید شد که فقط اندکی به آن طرح شبیه بود. یکسری از تغییرات دیگر که مربوط به طرح پیش نمونه بود نیز در سال‌های بعد در پیکان‌ها اجرا شد.

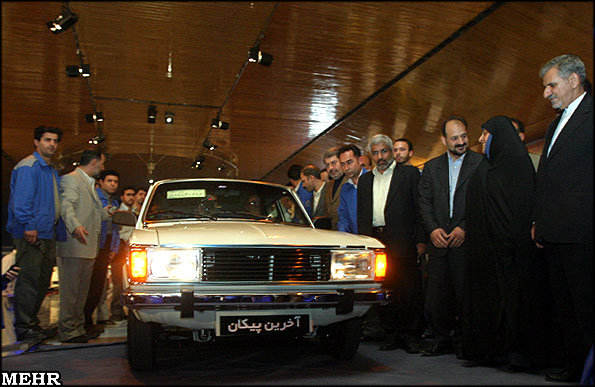
آخرین پیکان تولید شده در ۲۵ اردیبهشت ۱۳۸۴

در اواخر سال ۷۹ اسحاق جهانگیری- وزیر وقت صنایع و معادن-، ویسه - رئیس وقت سازمان گسترش و نوسازی صنایع ایران-، غروی- مدیرعامل وقت ایران خودرو- و بالاخره اعضای کمیسیون صنایع مجلس همه برای خروج پیکان متفق‌القول بودند. سخت‌گیری‌های سازمان محیط زیست باعث شد تا بر سر توقف تولید پیکان در پایان سال ۸۳ به توافق برسند. از طرف دیگر ایران‌خودرو قراردادی با وزارت نفت بست تا اولا کمک مالی به خاطر توقف تولید پیکان بگیرد و ثانیاً به‌ازای هر دستگاه تولید خودروی دوگانه سوز شده مبلغی نیز دریافت کند. بالاخره با کنار گذاشته شدن ملاحظات و همکاری ایران خودرو پرونده تولید پیکان در سال ۸۴ بسته شد و آخرین پیکان را به موزه سپردند تا یاد آن از میان نرود. اگر چه موتور این خودرو که با تکنولوژی ۴۰ سال پیش تولید می‌شد همچنان در پژو آردی و پیکان وانت نهان شده و در خیابان‌ها جولان می‌داد.
همزمان و پس از همه کشمکش‌هایی که بر سر حذف پیکان از چرخه تولید ایران خودرو ایجاد شد، کسانی که به نوعی در این کار دخیل بودند از تولید یک خودروی جایگزین هم قیمت و شبیه به پیکان خبر می‌دادند. در همین زمینه مسئولان ایران خودرو از تولید خودرویی با نام ان-پی (نیو پیکان) خبر داده و قیمت آن را حدود ۸ میلیون تومان برآورد می‌کردند. بنا بر اظهارات مسئولان این شرکت در سال ۸۴ نیو پیکان قرار بود با طراحی بدنه بر روی پلت فرم پژو ۲۰۶ و با موتور ملی ۱۴۰۰ سی‌سی در آخر سال ۸۶ وارد بازار شود. با این حال پژو با انجام این طرح مخالفت کرد و نهایتاً قبول کرد پروژه پژو ۲۰۶ صندوق‌دار در ایران اجرا شود.
عدم موفقیت در جایگزین کردن یک خودروی ارزان به جای پیکان توسط ایران خودرو برای این شرکت به یک مسئله بغرنج مبدل و برای دستیابی به این هدف پروژه تولید خودروهای ارزان قیمت را دنبال کرد. یکی از کارهایی که توسط مدیران این پروژه صورت گرفت قراردادی بود که با شرکتی چینی منعقد شد. بنا بر مفاد این قرارداد، قرار بود دو مدل خودرو چینی شرکت چری با نام‌های کیو-کیو ۶ و کووین با قیمت‌هایی در حدود ۶ و ۹ میلیون تومان از سال ۱۳۸۶ در ایران‌خودرو تولید شود. در آن زمان اعلام شد برای تولید کیو-کیو ۶ به منظور رقابت با پراید ۳۷۰ میلیون دلار سرمایه‌گذاری انجام خواهد شد. تولید این خودرو قرار بود از اوایل سال ۸۶ با تیراژ اولیه ۲۰ هزار دستگاه آغاز شود و ظرف سه سال تیراژش به ۱۰۰ هزار دستگاه برسد. این پروژه با مخالفت وزیر صنایع مواجه شد و در نهایت به نتیجه دلخواه نرسید

## مدل‌ها

### کار

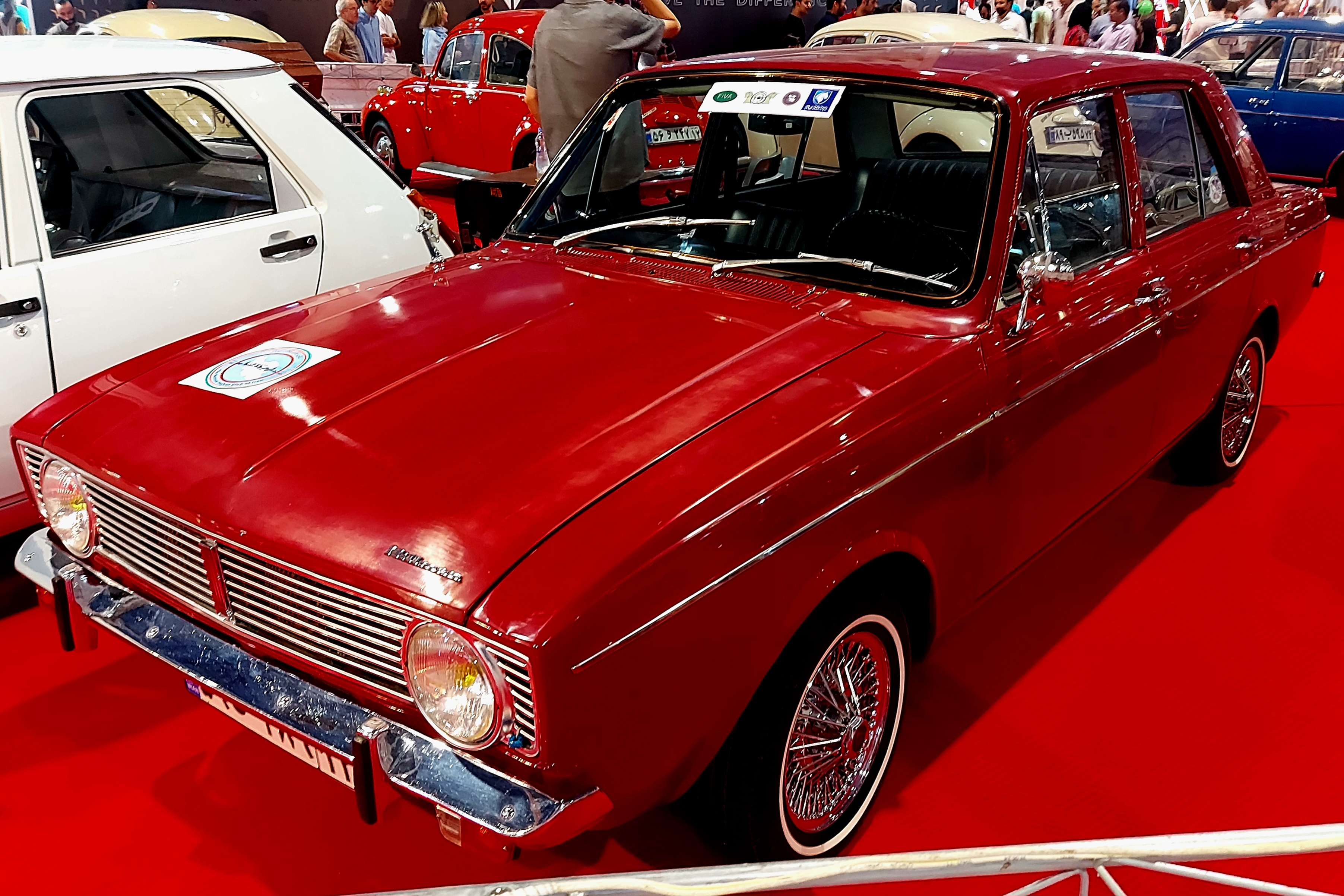
سری اول پیکان کار با چراغ‌های دایره‌ای که این مدل چراغ بعدها در پیکان وانت به کار رفت

پیکان کار نوعی از مدل‌های مخصوص پیکان بود. این نوع مدل در دهه ۵۰ در کارخانه ایران ناسیونال تولید شد. این نوع خودرو بنا به درخواست مشتریانی که محل کارشان صنعتی بود ساخته شد. این خودرو بعد از انقلاب هم تولید شد. موتور این نوع مدل از نوع مدل تخت بود که تقریباً شتاب بالایی داشت. چراغ دنده عقب این مدل از چراغ‌های ترمز و خطر و راهنما جدا بود.

### کارلوکس
پس از انقلاب سال ۱۳۵۷، شرکت ایران خودرو از برادران خیامی گرفته شد و تحت مالکیت دولت قرار گرفت که نتیجه آن کاهش محصولات خانواده پیکان به دو نوع سدان و وانت شد. اما دولت با سرهم کردن قطعاتی که در انبار ایران خودرو از مدل‌های قبل باقی‌مانده بود این خودرو را ساخت.

### دولوکس

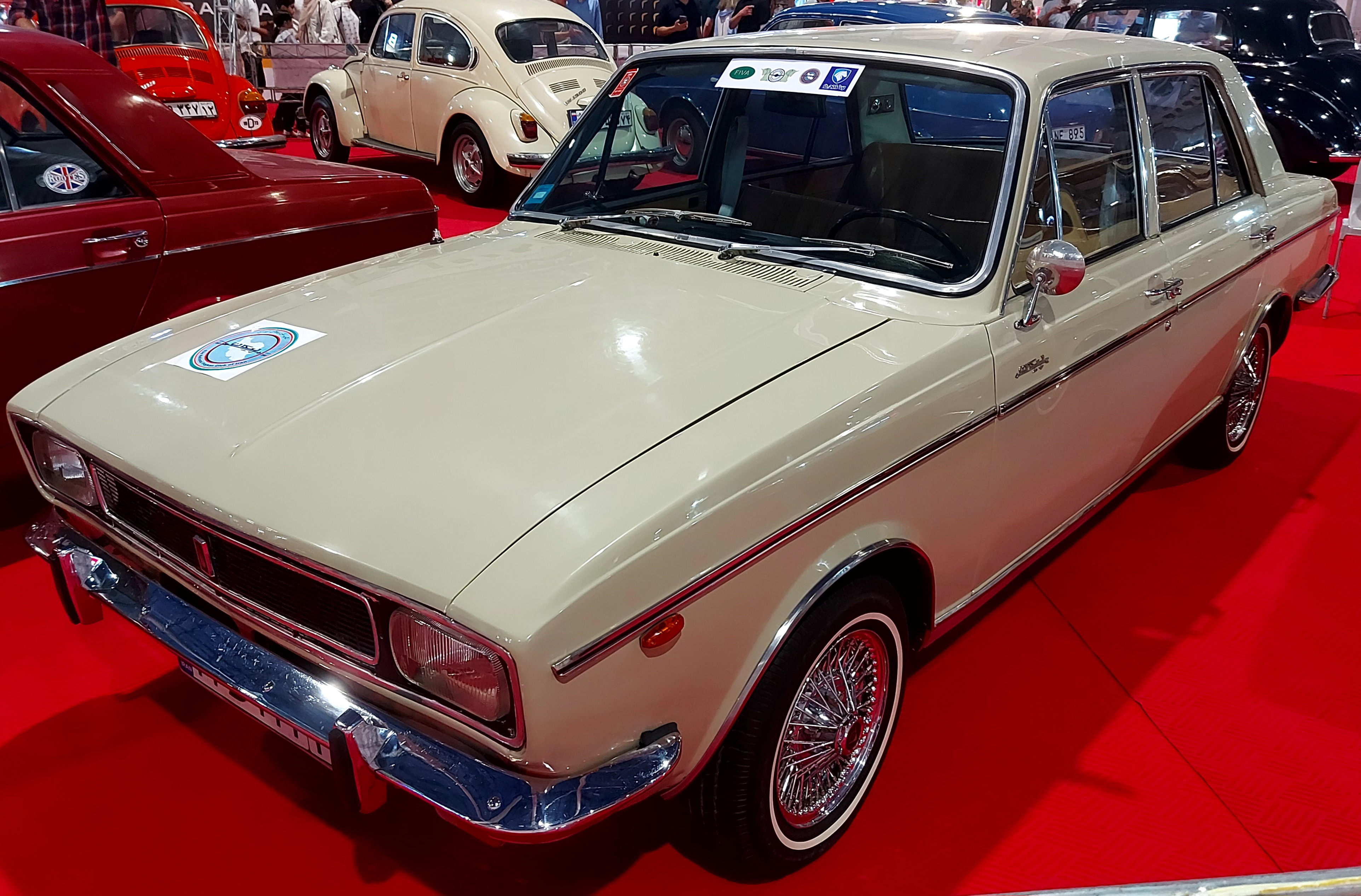
پیکان دولوکس با سپر شمشیری

پیکان دولوکس یکی از معروف‌ترین مدل‌های پیکان بود. این نوع مدل از مدل‌های اولیه پیکان بود. سپر این نوع مدل از نوع شمشیری بود. این مدل برای قد بلندها که وارد ماشین می‌شدند دشواری‌هایی ایجاد می‌کرد. فرم بدنه این مدل از نوع کبریتی بود.

### دولوکس فیس‌لیفت
در اواسط دههٔ ۵۰ شمسی به دلیل انتقاداتی که به ظاهر قدیمی پیکان وارد بود، ایران ناسیونال از کرایسلر اروپا درخواست فیس‌لیفت پیکان را کرد. کرایسلر در این فیس‌لیفت از چراغ‌های عقب و جلو، جلوپنجره، غربیلک فرمان و صفحه کیلومتر خودروی سیمکا ۱۳۰۷ استفاده کرد که آن را با نام کرایسلر آلپاین عرضه می‌کرد.
این فیس‌لیفت اختصاصاً برای بازار ایران انجام شد که در ایران به پیکان چراغ بنزی معروف شد. نمونه‌های اولیه تا سال ۱۳۶۲ با موتور ۱۷۲۵ سی‌سی اصلی پیکان عرضه می‌شدند که همچنان پیکان دولوکس نام داشتند.

### پیکان اتوماتیک
این پیکان شبیه پیکان دولوکس بود، اما تفاوت آن با دولوکس، موتوری قوی به‌قدرت ۷۳ اسب‌بخار و گیربکس اتوماتیک چهار دنده و دارای شیشه برقی جلو بود.

### جوانان (هیلمن هانتر جی‌تی)

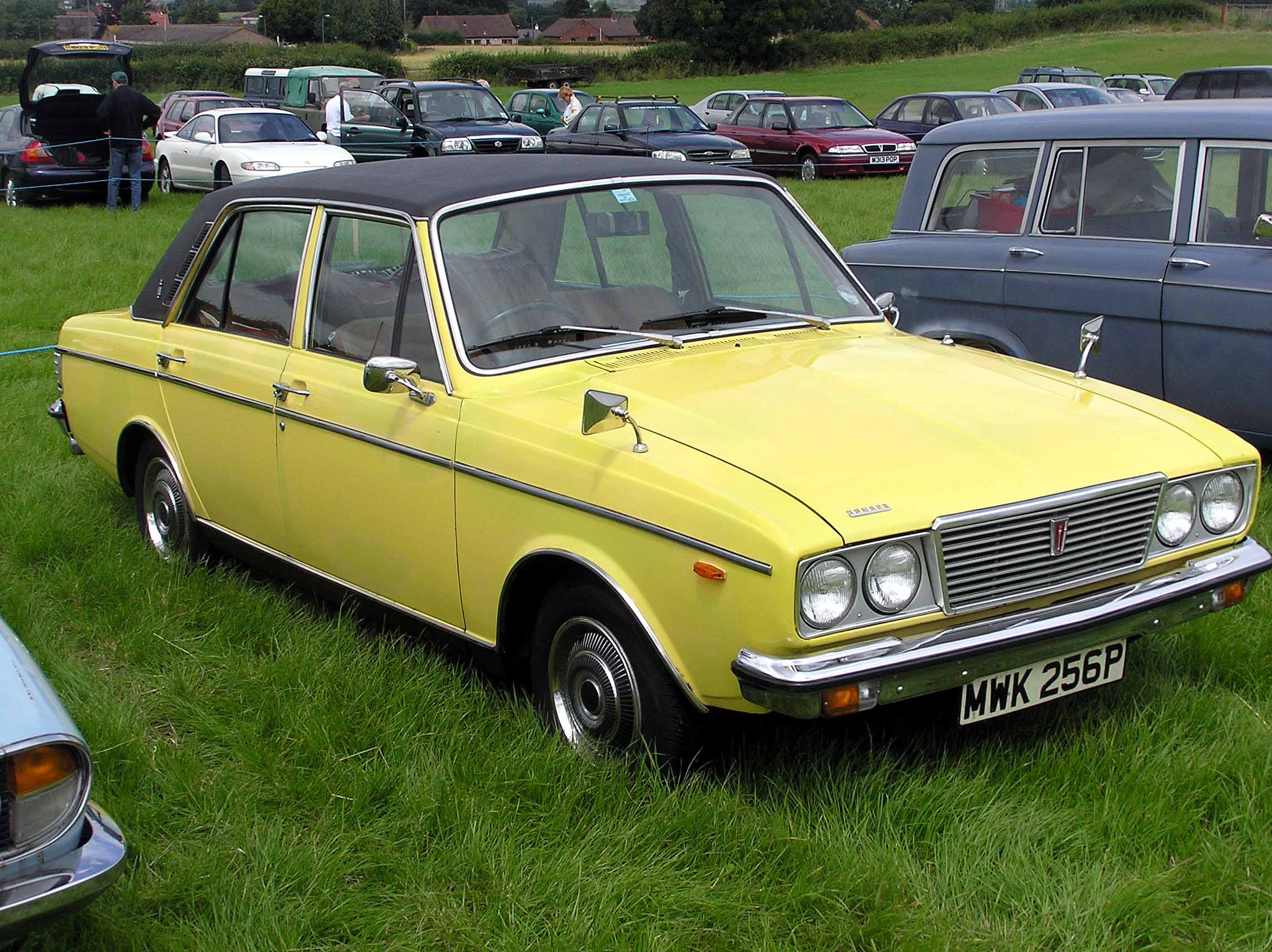
یک دستگاه پیکان جوانان ساخت شرکت روتس ساخته شده در سال ۱۹۷۵ بر اساس خودرو هیلمن هانتر

پس از این که تولید هیلمن هانتر در ایران با نام پیکان توسط ایران ناسیونال در سال ۱۳۴۶ آغاز شد، این شرکت رفته‌رفته به تنوع مدل‌های پیکان افزود و در سال ۱۳۵۰ جذاب‌ترین نسخهٔ آن را با نام جوانان معرفی کرد. ایران ناسیونال پیکان جوانان را برای جلب نظر کسانی که خواهان خودروهای اسپرت وارداتی گران‌قیمتی مثل ب‌ام‌و ۲۰۰۲ بودند اما توان خرید آن را نداشتند در نظر گرفته بود. پیکان جوانان اما در اصل هیلمن هانتر GT بود که در سال ۱۹۷۰ در بریتانیا معرفی شده بود.
ویژگی اصلی هانتر GT یا پیکان جوانان، برخورداری از نسخهٔ قوی‌تر پیشرانهٔ ۱۷۲۵ سی‌سی با سرسیلندر آلومینیومی و دو کاربراتور بود که ۹۴ اسب بخار قدرت تولید می‌کرد. با این قدرت، جوانان ظرف ۱۳ ثانیه از صفر به سرعت صد کیلومتر بر ساعت می‌رسید. جوانان در داخل هم به صندلی‌های بلند مجهز شده بود. این خودرو ابتدا در ظاهر تفاوت بزرگی با دیگر نسخه‌های پیکان نداشت و صرفاً با خطوط کناری، دریچهٔ تزئینی روی کاپوت و رینگ‌های رواستایل (Rostyle) متمایز می‌شد.
در سال ۱۳۵۲، طرح چهار چراغ گرد معروف برای جوانان ارائه شد. این طرح از هیلمن هانتر GLS گرفته شد که در سال ۱۹۷۲ با پیشرانهٔ ۱۷۲۵ سی‌سی تقویت‌شده و ۱۱۰ اسب بخار قدرت معرفی شده بود. البته پیکان جوانان فقط از طراحی ظاهری هانتر GLS استفاده می‌کرد و زیر کاپوت همچنان همان پیشرانهٔ ۹۴ اسب بخاری هانتر GT قرار داشت. جوانان همچنین حالا به‌جای داشبورد چوبی قبلی، به داشبورد پلاستیکی جدید مجهز شده بود که با چهار آمپر در میانهٔ داشبورد، از دیگر نسخه‌های پیکان متمایز می‌شد. نهایتاً در سال ۱۳۵۷ با وقوع انقلاب و تحولاتی که در ایران ناسیونال رخ داد، تولید پیکان جوانان خاتمه پیدا کرد.

### پیکان استیشن

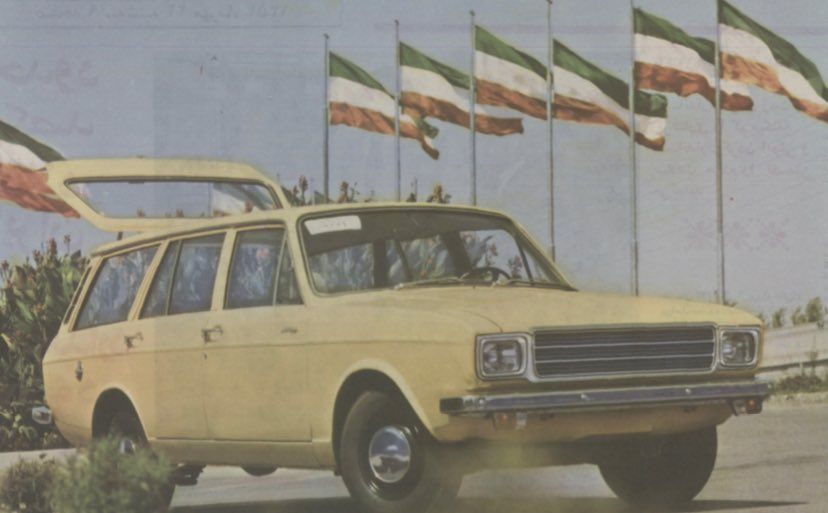
پیکان استیشن

پیکان استیشن به عنوان یکی از محصولات شرکت ایران خودرو شناخته می‌شود. این خودرو به عنوان یک وسیله نقلیه اقتصادی و کاربردی در بازار خودروی ایران معرفی شد. پیکان استیشن از نظر ظاهری با بدنه بزرگ طراحی شده‌است که امکان حمل بار و اسباب‌های مختلف را فراهم می‌کند. این خودرو معمولاً در انجام کارهای کوچک تجاری به کار می‌رود.
پیکان استیشن معمولاً با موتورهای بنزینی یا دیزلی عرضه می‌شد و با توجه به نیاز مشتریان، می‌تواند با ویژگی‌ها و تجهیزات مختلفی ارائه شود. این خودرو در گذشته به عنوان یکی از محصولات پرفروش و محبوب در بازار ایران بوده‌است.

### پیکان پژویی
در سال ۱۳۶۹ ایران خودرو با استفاده از سامانه تعلیق و موتور ۱۸۰۰ (۹۳ اسب‌بخاری)، پژو ۵۰۴ بر روی بدنه پیکان، نوع جدیدی از پیکان را که در ایران به پیکان پژویی معروف شد تولید نمود و تا ۷ سال به تولید آن ادامه داد.
این مدل پیکان به خاطر دارا بودن موتور پژو ۵۰۴ بر روی اتاق سبک پیکان از قدرت و شتاب کم‌نظیری برخوردار بود. شتاب عالی این خودرو در زمان تولیدش زبان زد عام شده بود به‌طوری‌که تعداد بسیاری ازین مدل ماشین به خاطر سرعت بالا و عدم آیرودینامیک مناسب با موتور، تصادفات زیادی به بار آورد.
شتاب اولیه و سرعت این خودرو نسبت به پژو ۵۰۴ و حتی پژو ۴۰۵ هم بیشتر است و این به لطف بدنه سبک پیکان و موتور قوی پژو امکان‌پذیر شده‌است.
دلیل اصلی تولید این مدل پیکان خرید تالبوت توسط پژو بود که منجر به وقفه در تولید پیکان در کارخانه ایران خودرو شد، که پس از مدتی با پیشنهاد کارخانه پژو تعداد محدودی از موتورهای پژو ۵۰۴ که در فرانسه مانده بود به ایران فروخته شد و پیکان پژویی به مدت ۷ سال تولید و با اتمام موتورهای پژو ۵۰۴ تولید این خودرو به فراموشی سپرده شد.

### پیکان ۱۶۰۰
تولید آن از فروردین ۱۳۷۴ با تولید موتور ۱۶۰۰ سی‌سی مگا موتور و استفاده از بدنه پیکان ۱۶۰۰ فیس‌لیفت در ایران و گیربکسهایی از کشورهای آرژانتین (گیربکس ۵ دندهٔ دوج ۱۵۰۰)، آلمان (گتراگ) و سرانجام تولید داخل (نیرو محرکه) آغاز شد و تا سال ۱۳۸۳ ادامه یافت.

### وانت
این خودرو نسخه وانت تک کابین پیکان است که در سال ۱۳۴۸ توسط روتس و به سفارش ایران ناسیونال طراحی شد و در ایران به تولید رسید. این مدل تا سال ۱۳۷۰ با چراغ‌های جلوی گرد و چراغ‌های عقب خربزه‌ای شکل کوچک عرضه می‌شد و در این سال بود که دماغه آن به شکل پیکان فیس‌لیفت یا چراغ بنزی درآمد. در سال ۱۳۷۳ چراغ‌های عقب آن نیز تغییر شکل یافت و با نمونه‌ای بلندتر تعویض شد. در سال ۱۳۸۵ با نصب موتور پژو روآ نام این خودرو به باردو تغییر یافت و در سال ۱۳۹۱ نیز شکل سپرهای آن برای رعایت استاندارد تغییر کرد. در سال ۱۳۹۳ این خودرو با موتور روآی سال عرضه شد و در همان سال تولید آن متوقف شد و ایران خودرو وانت آریسان را جایگزین آن کرد.

### پیکان سپر جوشن

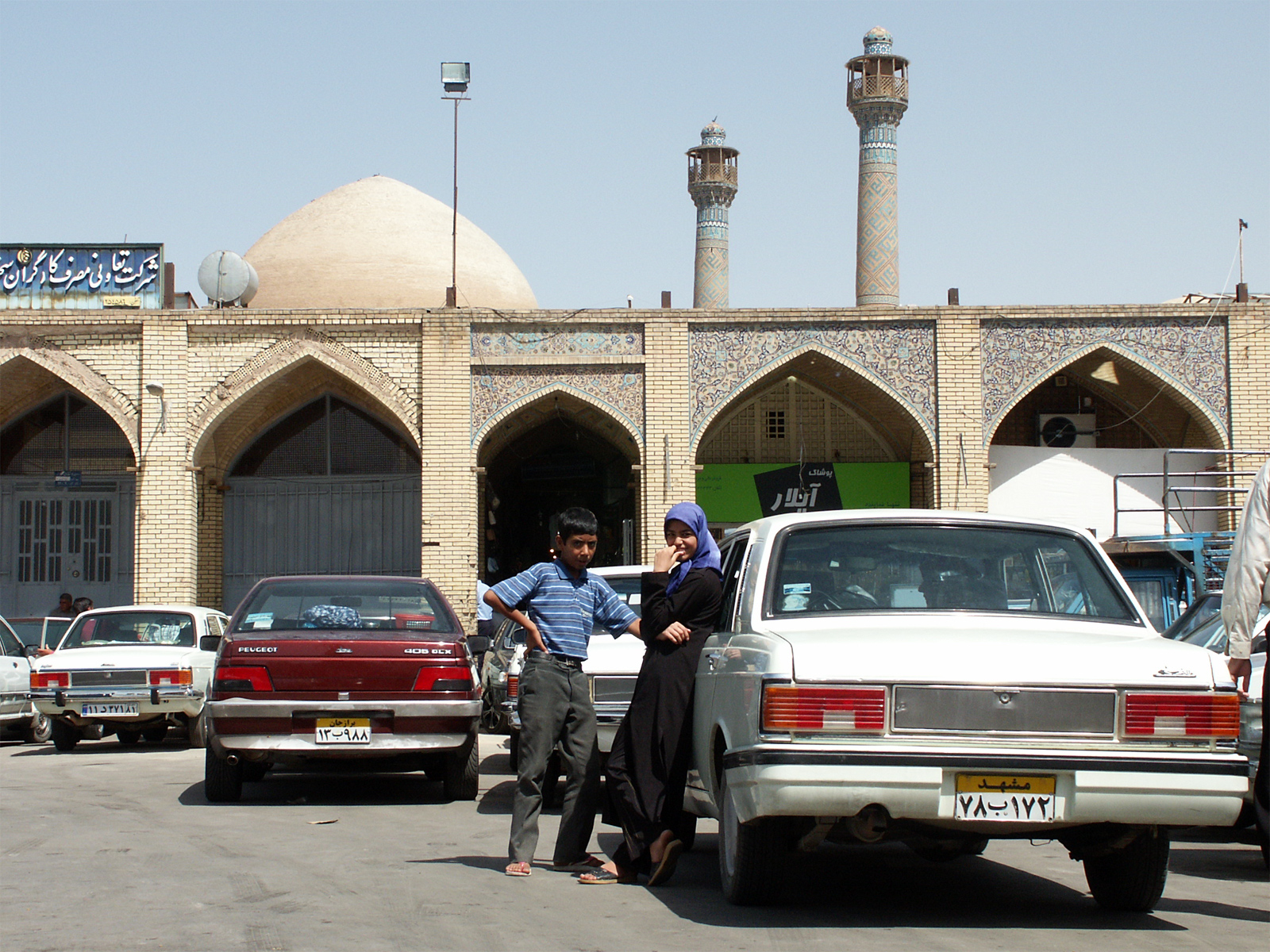
نمای عقب پیکان

در سال ۱۳۷۲ تصاویری از پیش نمونه تغییر چهره پیکان توسط ایران خودرو منتشرشد. ایران خودرو حتی آن را پیش فروش کرد. آینه بغل پلاستیکی، سپرهای جلو و عقب بلندتر، قالپاق‌های تغییر شکل یافته، افزودن یک باله کوچک روی در صندوق عقب و … این خودرو را نسبت به پیکان معمولی متمایز می‌کرد. اما پس از یک سال فقط سپرها و قالپاق‌های مدل پرتوتایپ (آن‌هم با طرحی متفاوت نسبت به پیش نمونه) روی پیکان قرار گرفتند که باعث تولید مدل سپر جوشن شد. سپر جوشن به واسطه ناهماهنگ بودن شکل سپر با بدنه خودرو زیاد موفق عمل نکرد و نهایتاً تولید آن به‌دلیل فروش پایین در سال ۱۳۷۸ متوقف شد. مدل وانت شامل نسخه سپر جوشن نمی‌شد.

## پیکان‌سواران نامدار

نخست‌وزیر امیرعباس هویدا بیش‌تر کالاهای ایرانی را می‌پسندید و راننده نیز نداشت و با پیکان خود به سر کار می‌رفت

اولین مصرف‌کننده نامدار پیکان امیرعباس هویدا، نخست‌وزیر ایران بود که تا آخرین روزهای صدارت، خودرو مرسدس بنز ضدگلوله خود را سوار نشد و پیکان سرمه‌ای رنگش را ترجیح داد و او بود که جمله «به امید روزی که هر ایرانی یک پیکان داشته باشد» را وارد تاریخ ایران کرد.

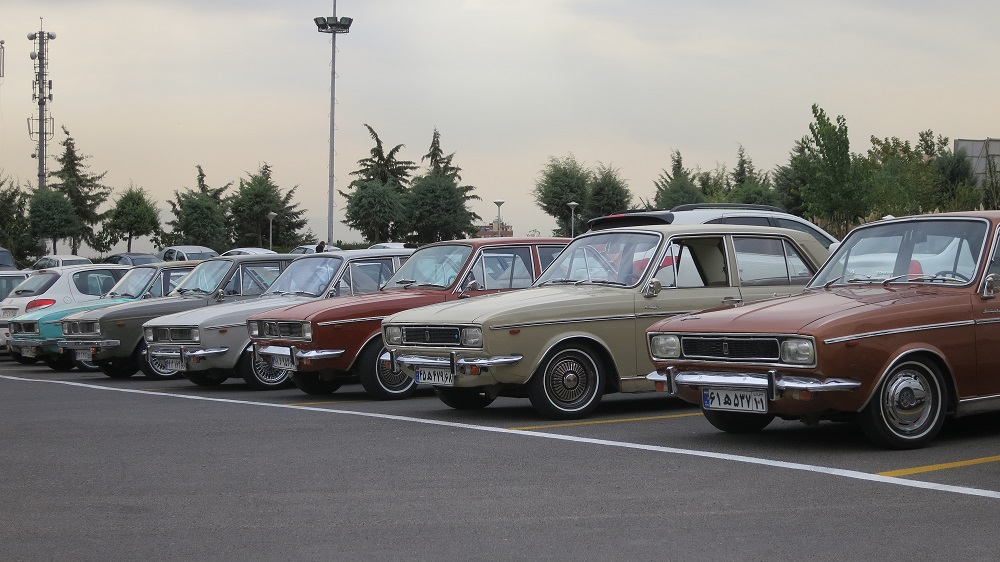
گردهمایی برخی از نسخه‌های قدیمی خودروی پیکان (که از اواخر دهه ۶۰ میلادی تا اوایل دهه ۱۹۷۰ ساخته شده‌اند) در تهران

## حراج پیکان اهدایی محمدرضا شاه به چائوشسکو
این پیکان مدل ۱۹۷۴ که اهدایی محمدرضا شاه پهلوی به رهبر کشور رومانی بود به قیمت پایه ۴ هزار یورو معادل بیش از ۱۰۰ میلیون تومان اعلام شده بود. مجموعه‌داران ایرانی برای به دست آوردن خودروی لوکس ساخت ایران که توسط شاه ایران به نیکولای چائوشسکو، دیکتاتور رومانی، هدیه شده بود، صف کشیده‌بودند. سرانجام یک کلکسیونر رومانیایی این پیکان را به قیمت ۹۵ هزار یورو خریداری کرد درحالی‌که بالاترین قیمت پیشنهادی از سوی خریداران ایرانی ۹۰ هزار یورو بوده‌است.

## نگارخانه

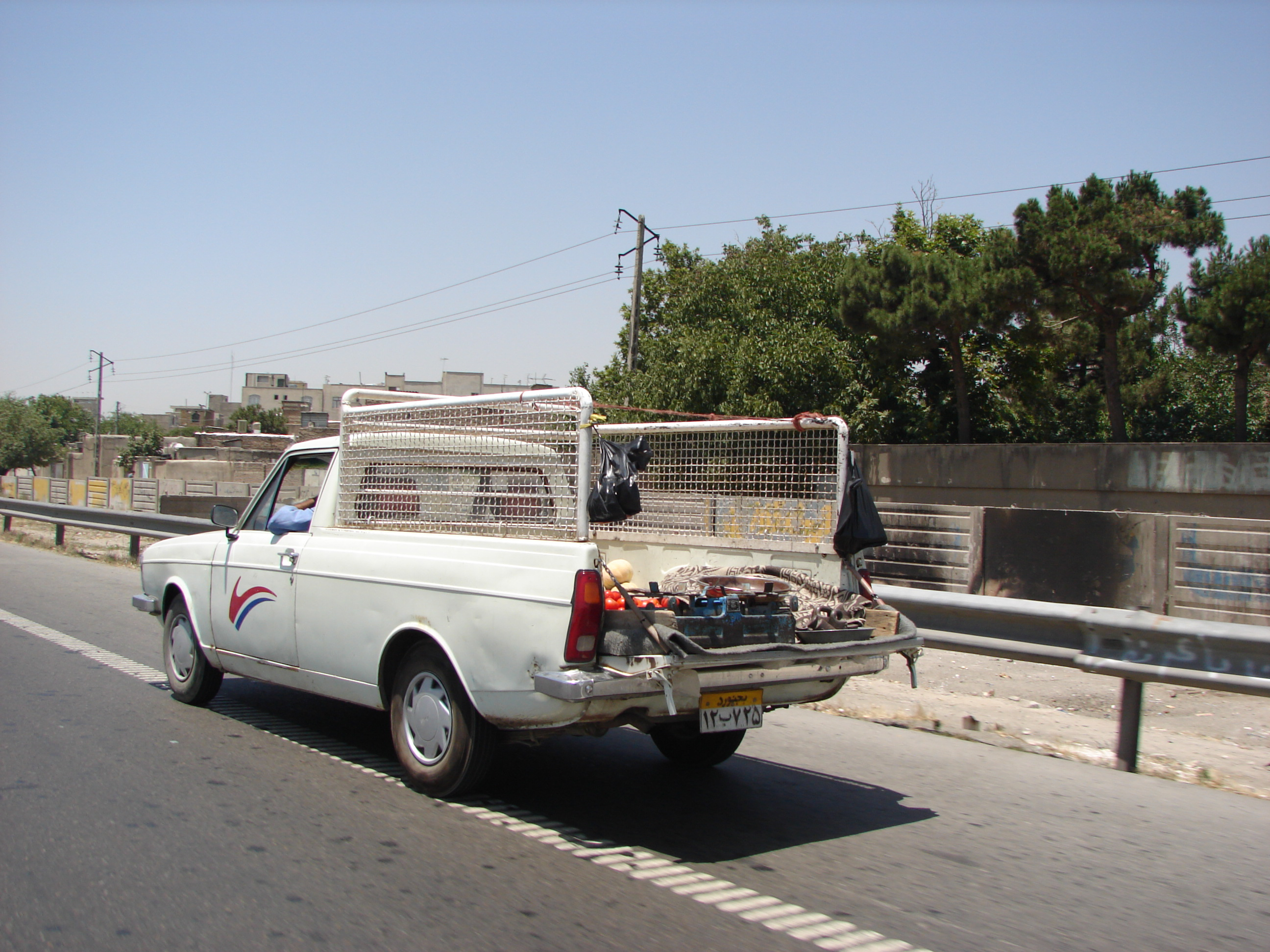
یک دستگاه پیکان وانت
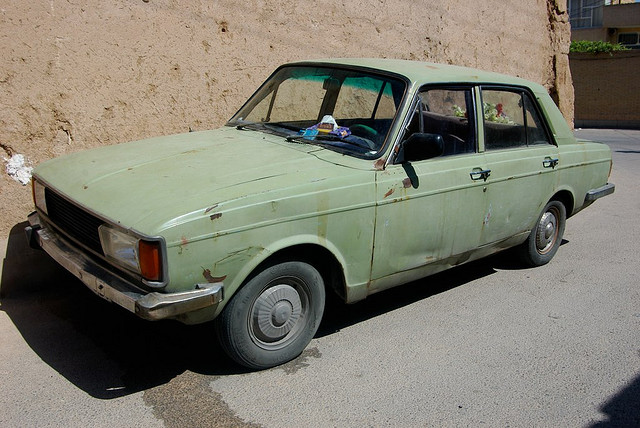
یک دستگاه پیکان فرسوده
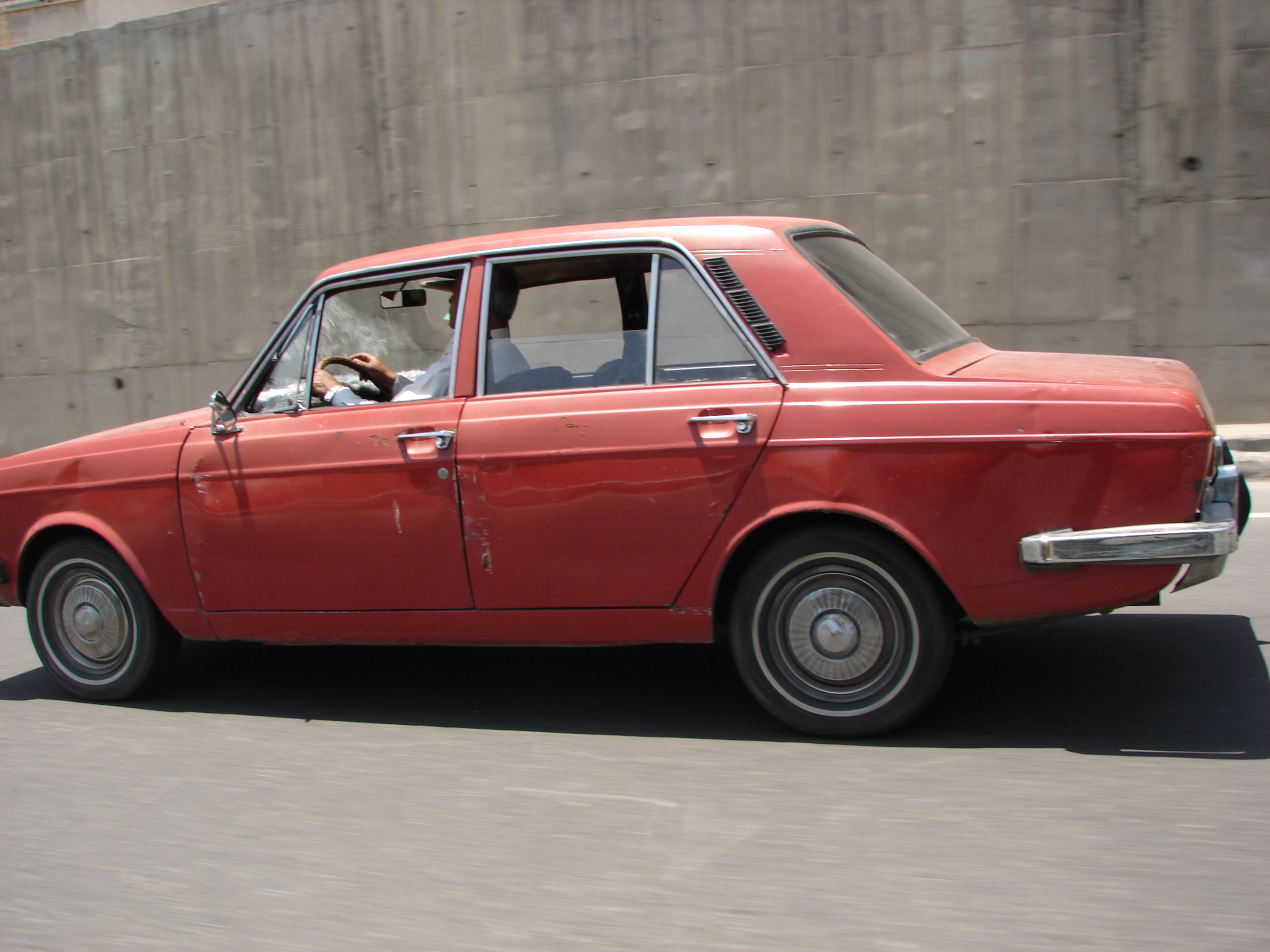
یک پیکان آلبالویی مدل ۱۳۴۸
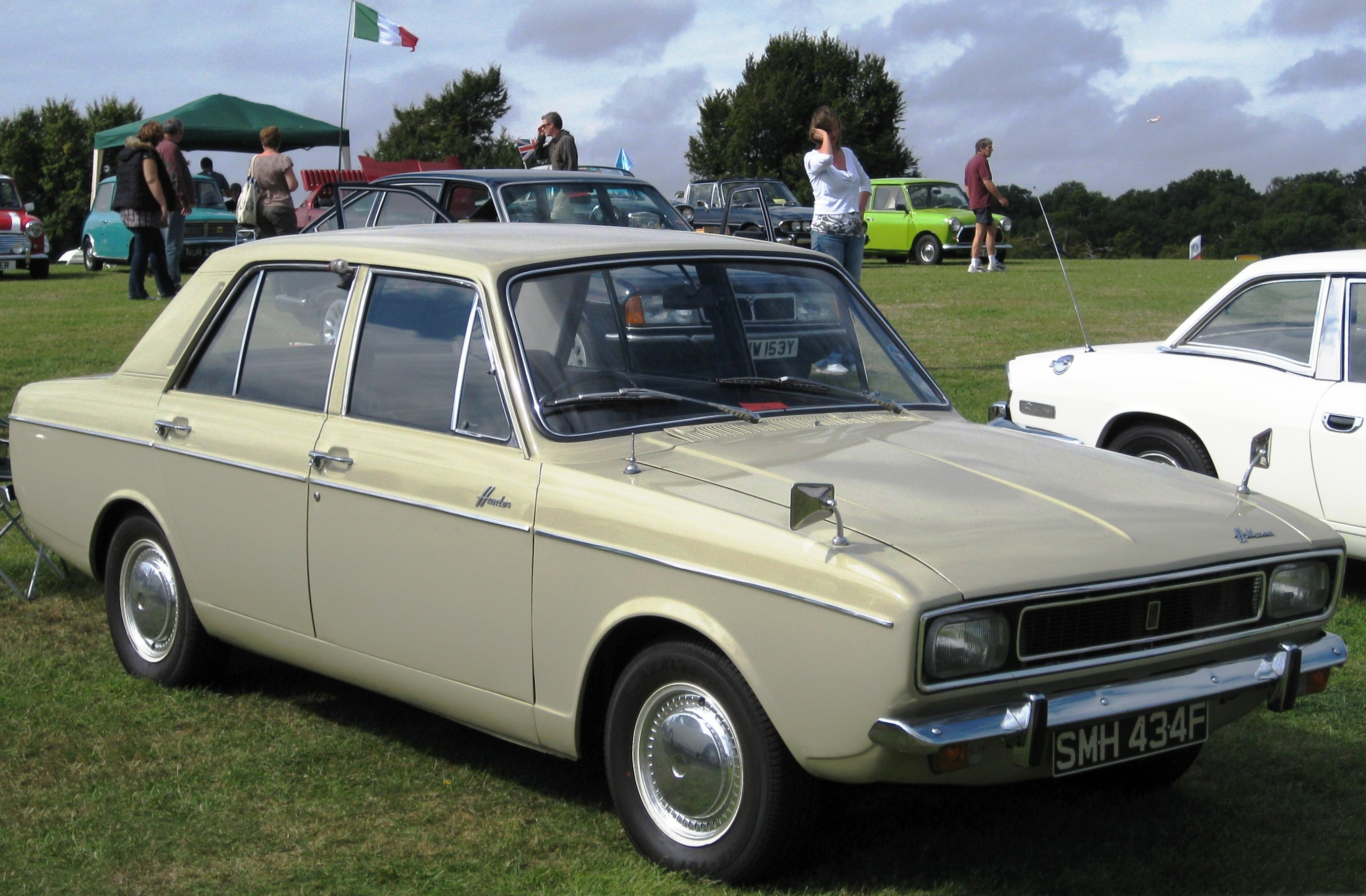
هیلمن هانتر شماره‌گذاری شده در سال ۱۳۴۶
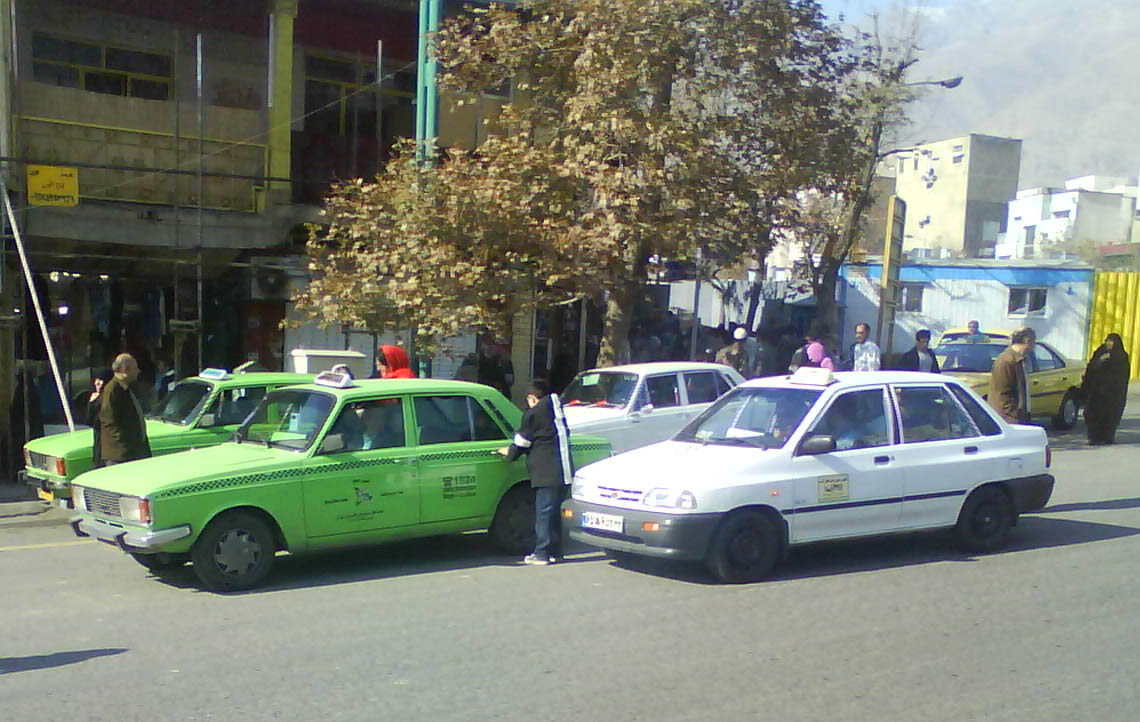
تاکسی پیکان در تهران ۱۳۸۸
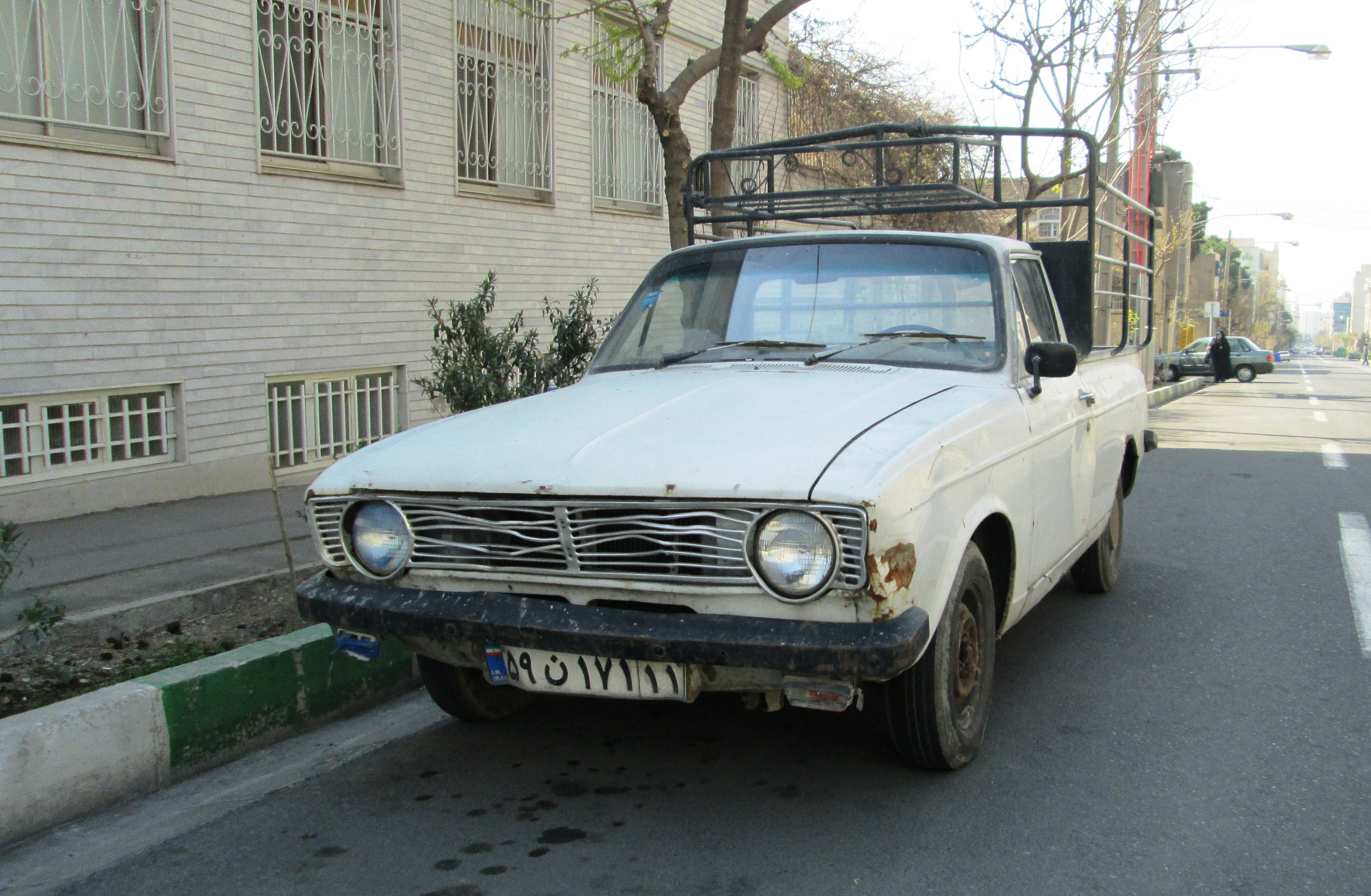
نمای جلویی وانت پیکان